# Gymnosoma emdeni
Gymnosoma emdeni là một loài ruồi trong họ Tachinidae.